# العلاقات الإستونية الروسية
العلاقات الإستونية الروسية هي العلاقات الثنائية التي تجمع بين إستونيا وروسيا.

## مقارنة بين البلدين
هذه مقارنة عامة ومرجعية للدولتين:
| وجه المقارنة                                              | إستونيا                                                                             | روسيا                                   |
| --------------------------------------------------------- | ----------------------------------------------------------------------------------- | --------------------------------------- |
| المساحة (كم2)                                             | 45.34 ألف                                                                           | 17.08 مليون                             |
| عدد السكان (نسمة)                                         | 1.32 مليون                                                                          | 146.80 مليون                            |
| الكثافة السكانية (ن./كم²)                                 | 29.11                                                                               | 8.59                                    |
| العاصمة                                                   | تالين                                                                               | موسكو                                   |
| اللغة الرسمية                                             | اللغة الإستونية                                                                     | اللغة الروسية                           |
| العملة                                                    | يورو، كرون إستوني، كرون إستوني، المارك الإستوني                                     | روبل روسي                               |
| الناتج المحلي الإجمالي (بليون دولار)                      | 25.92 مليار                                                                         | 1.58 تريليون                            |
| الناتج المحلي الإجمالي (تعادل القوة الشرائية) بليون دولار | 38.11 مليار                                                                         | 3.69 تريليون                            |
| الناتج المحلي الإجمالي الاسمي للفرد دولار أمريكي          | 17.79 ألف                                                                           | 9.09 ألف                                |
| الناتج المحلي الإجمالي للفرد دولار أمريكي                 | 28.14 ألف                                                                           |                                         |
| مؤشر التنمية البشرية                                      | 0.871                                                                               | 0.798                                   |
| رمز المكالمات الدولي                                      | +372                                                                                | +7                                      |
| رمز الإنترنت                                              | .ee                                                                                 | .ru، .рф، .рус ‏، .su                    |
| المنطقة الزمنية                                           | ت ع م+02:00، ت ع م+03:00، توقيت شرق أوروبا، أوروبا/تالين ‏، توقيت شرق أوروبا الصيفي ‏ | Magadan Time ‏، ت ع م+02:00، ت ع م+12:00 |

## مدن متوأمة
في ما يلي قائمة باتفاقيات التوأمة بين مدن إستونية وروسية:
- ترتبط تالين مع موسكو باتفاقية توأمة منذ 1955.[17][17][18][18]
- ترتبط مدينة بارنو [الإنجليزية]‏ مع Resort Town of Sochi  [لغات أخرى]‏ باتفاقية توأمة.[19]
- ترتبط نارفا مع بيتروزوفودسك باتفاقية توأمة منذ 1 أكتوبر 2011.
- ترتبط كوتلا-يارفي مع سارانسك باتفاقية توأمة.

## منظمات دولية مشتركة
يشترك البلدان في عضوية مجموعة من المنظمات الدولية، منها:
| علم المنظمة | اسم المنظمة                        | تاريخ انضمام إستونيا | تاريخ انضمام روسيا |
| ----------- | ---------------------------------- | -------------------- | ------------------ |
|             | المنظمة الهيدروغرافية الدولية      | ?                    | ?                  |
|             | منظمة الشرطة الجنائية الدولية      | ?                    | 27 سبتمبر 1990     |
|             | الاتحاد البريدي العالمي            | ?                    | ?                  |
|             | منظمة التجارة العالمية             | ?                    | 22 أغسطس 2012      |
|             | الفريق المعني برصد الأرض           | ?                    | ?                  |
|             | مجموعة الموردين النوويين           | ?                    | ?                  |
|             | مؤسسة التنمية الدولية              | 11 أكتوبر 2008       | 16 يونيو 1992      |
|             | اتفاقية السماوات المفتوحة          | ?                    | ?                  |
|             | منظمة الأمن والتعاون في أوروبا     | 10 سبتمبر 1991       | 1992               |
|             | مؤسسة التمويل الدولية              | 9 أغسطس 1993         | 12 أبريل 1993      |
|             | مجلس أوروبا                        | ?                    | 28 فبراير 1996     |
|             | منظمة حظر الأسلحة الكيميائية       | ?                    | ?                  |
|             | الأمم المتحدة                      | 17 سبتمبر 1991       | 24 أكتوبر 1945     |
|             | الاتحاد الدولي للاتصالات           | 19 مايو 1922         | 1866               |
|             | البنك الدولي للإنشاء والتعمير      | 23 يونيو 1992        | 16 يونيو 1992      |
|             | وكالة ضمان الاستثمار متعدد الأطراف | 24 سبتمبر 1992       | 29 ديسمبر 1992     |
|             | مجلس دول بحر البلطيق               | ?                    | ?                  |
|             | يونسكو                             | 14 أكتوبر 1991       | 21 أبريل 1954      |

## أعلام
هذه قائمة لبعض الشخصيات التي تربطها علاقات بالبلدين:
- أورنيلا موتي (ممثلة إيطالية، 9 مارس 1955[28][29] – )
- توماس هندريك إيلفس (26 ديسمبر 1953[30][31] – )
- فاليري كاربن (لاعب ومدرب كرة قدم روسي، 2 فبراير 1969[32][33] – )
- قسطنطين باتس (سياسي إستوني، 23 فبراير 1874[34][35] – 18 يناير 1956[36][34][35])

## وصلات خارجية
- موقع وزارة الخارجية الإستونية
- موقع وزارة الخارجية الروسية